# 羅大任
羅大任（1937年2月26日—）是台灣的前資深記者和新聞主播，國立政治大學新聞學系畢業，曾任台灣電視公司新聞部記者、採訪組組長。曾於1975年擔任第八屆世界青棒大賽中華青棒代表隊秘書。1969年7月太陽神11號太空人登陸月球時，當時尚未設有人造衛星接收站的台灣即由羅大任向觀眾宣佈太空人踏上月球的消息。羅大任曾任美國之音中文部普通話組主任，並曾於2000年專訪中華民國總統陳水扁。